# صندوق التنمية الزراعية
صندوق التنمية الزراعية وسابقًا كان يسمى البنك الزراعي العربي السعودي هو صندوق سعودي تأسس بأمر ملكي في 3 ذي الحجة 1382هـ، ليكون مؤسسة ائتمانية حكومية متخصصة في تمويل مختلف مجالات النشاط الزراعي في جميع مدن ومناطق المملكة العربية السعودية، وللمساعدة في تنمية القطاع الزراعي ورفع كفاءته الإنتاجية، وذلك بتقديم قروض ميسرة دون فوائد للمزارعين السعوديين لتأمين ما يلزم هذا النشاط من الماكينات والمضخات والآلات الزراعية ومعدات تربية الأبقار والدواجن والأغنام ومعدات تربية النحل والأسماك، يبلغ رأس مال الصندوق 20 مليار ريال سعودي، في فبراير 2019، حصل الصندوق على شهادة الآيزو "الآيزو ISO 27001" الخاصة بأمن المعلومات.

## أهداف الصندوق
- تمويل القطاع الزراعي.[4]
- التمويل المالي للمزارعين.
- دعم كفاءة استخدام الموارد، وتشجيع استخدام التقنيات الحديثة.
- تمويل الجمعيات التعاونية والمشاريع التي تقوم بتوفير المنتجات والخدمات المساندة.
- التوظيف الأمثل للموارد البشرية والمالية.
- تحقيق الاستقلال المالي المستدام.

## قروض البنك
أولا: القروض الزراعية العادية: وهو قروض يقدم لتمويل زراعة المحاصيل الحقلية بأنواعها ومزارع الفاكهة والمناحل وقوارب الصيد والآلات والمنشآت الزراعية وهي على نوعين:
- القروض القصيرة الأجل: وهي تقدم لأجل أغراض أجور الحراثة، قيمة البذور، قيمة الأسمدة، قروض الأراضي التي تروى على السيول أو الأمطار، مستلزمات قوارب الصيد، المحروقات، المبيدات، تربية النحل.
- القروض المتوسطة الأجل: تقدم القروض المتوسطة لاجل تمويل تكلفة حفر الآبار الارتوازية، تمويل الماكينات والمضخات وأنظمة الري والغطاسات والرؤوس الكهربائية، وتمويل الآليات الزراعية، وتمويل المنشآت الزراعية، شتلات الفاكهة، قوارب ومعدات الصيد، خلايا ومعدات تربية النحل.[2]

ثانيا: المشاريع الزراعية المتخصصة: وهي مشاريع تجارية تستثمر فيها موارد اقتصادية كبيرة لبناء هياكل إنتاجية منظمة ومؤسسة وذات جدوى اقتصادي مثل إنشاء مزارع الدجاج البياض، إنشاء مزارع الدجاج اللاحم، إنشاء مزارع الأمهات للدجاج البياض واللاحم، إنشاء مزارع إنتاج الألبان وتصنيعها، إنشاء مشاريع الزراعة في البيوت المحمية المكيفة، مشاريع تربية وتسمين الأغنام، مشاريع تربية الأسماك والروبيان، مشاريع المسالخ الآلية، مشاريع القفاسات، مشاريع معاصر الزيتون، مشاريع مستودعات التبريد، مشاريع مصانع المعدات الزراعية، مشاريع مصانع الأغذية الزراعية.

## المبادرات
أطلق الصندوق عدد من المبادرات متعلقة بأربع مجالات أساسية، مجال القطاع الزراعي، والتنمية المستدامة، والتحول الاستراتيجي للصندوق، ودعم التقنيات الحديثة.

### التنمية المستدامة
تستثمر الموارد الطبيعية من خلال الصندوق بشكل لا يؤدي إلى فناءها، عبر طرق فاعلة وآمنة تساهم في ترشيد إدارتها وحفظها للأجيال القادمة. وللالتزام بمبادئ التنمية المستدامة عمل الصندوق على مايلي:
- تشجيع الاعتماد على تقنيات الري الحديثة.
- خفض نصيب الفرد من النفايات الغذائية، عبر الحد من خسائر الأغذية في مراحل الإنتاج، ومراحل ما بعد الحصاد.
- تشجيع إنتاج محاصيل ذات كفاءة مالية عالية، ورعاية التنوع الجيني للبذور والنباتات المزروعة، وأنسال الحيوانات الأليفة وما يتصل بها من أنواع برية.
- تحسين كفاءة سوق المنتجات الزراعية، وتطوير عمله عبر اعتماد تدابير تضمن سلامة أداة السلع الأساسية ومشتقاتها، والحصول عليها خلال وقت مناسب. كما تعزز احتياطي الأغذية للحد من التلاعب في أسعارها.
- تحقيق الإدارة المستدامة للمصائد والأحواض المائية، وتحسين إدارة الثروة السمكية.
- دعم البحث العلمي في المجالات الزراعية، وخدمات الإرشاد الزراعي لتعزيز القدرات الإنتاجية.
- تشجيع الاستثمار السعودي في الأنشطة الزراعية خارج السعودية، لدعم الأمن الغذائي الوطني، وتعزيز دوره في التنمية الاقتصادية والاجتماعية والبيئية.[5]

### التحول الإستراتيجي
هي مجموعة تغييرات تسرع وتؤهل للتحول الاستراتيجي وفق برنامج التحول الوطني السعودي، وهي تشمل الهيكل التنظيمي والخدمات المقدمة، وتطوير الآليات واستحداث إدارات ووحدات جديدة، وتوسيع محفظة منتجات الصندوق، إلى جانب مبادرات تخدم القطاع الزراعي.
- مبادرة الحوكمة.
- مبادرة نظم تقنية المعلومات.
- مبادرة المخاطر.
- مبادرة تحول الموارد البشرية.
- مبادرة عمليات الائتمان.
- مبادرة المنتجات والخدمات.
- مبادرة موائمة التوجهات.
- مبادرة المقابل المالي.
- مبادرة الاستثمار الزراعي في الخارج.
- مبادرة القطاع الزراعي، في تطوير مجال النخيل والتمور، إكثار وتحسين الأغنام، وتطوير قطاع الثروة السمكية، ورفع قطاع الدواجن، إضافة إلى تطوير أساليب المناولة والتسويق للمحاصيل، وترشيد الري. وإنشاء مركز للمعلومات الزراعية باسم (منار).[6]

### التقنيات الحديثة
في إطار تشجيع الصندوق لاستخدام التقنيات الحديثة في رفع كفاءة الإنتاج، وترشيد استخدام المياه، يدعم الصندوق 70% كحد أعلى من قيمة القرض لمجموعة مشاريع محددة مسبقًا، وتعد مهمة في منظومة الأمن الغذائي.

#### الاستزراع المائي
تشمل مشاريع الاستزراع المائي مشاريع الأقفاص العائمة لتربية الأسماك، والتي تستخدم فيها مجموعة أنظمة آلية للتغذية والمراقبة وحصاد الأسماك، إضافة لأنظمة فحص ونظافة الشباك، وخطوط الفرز والتعبئة. إلى جانب مشاريع مفرخات الأسماك، التي تنتج أصبعيات الأسماك وتستخدم فيها تقنيات إعادة تدوير ومعالجة وتعقيم المياه، وأنظمة التغذية الأوتوماتيكية والفلترة البيولوجية، وأنظمة التحكم في الإضاءة والحرارة، والخطوط الآلية لعد وفرز الإصبعيات.

#### البيوت المحمية المكيفة
هي مجموعة مشاريع لإنتاج محاصيل زراعية في بيئات خاصة، توفر لها المناخ المطلوب للإنتاج طوال العام. وتستخدم فيها عدة تقنيات حديثة تشمل أنظمة الهيدروبونيك، ونظام الزراعة العمودية ونظام الأكوابونيك.

#### سلسلة الدواجن اللاحم
مجموعة من أنظمة التشغيل والتربية والتوزيع تستخدم لمشاريع جدود الدجاج اللاحم، وأمات الدجاج اللاحم، ومشاريع الفقاسات والمسالخ الآلية.

## الاستثمار الزراعي الخارجي
هو أحد برامج صندوق التنمية الزراعية، وجزء من مبادرة الأمن الغذائي للسعودية. يهدف الاستثمار الزراعي الخارجي إلى تنويع واستقرار مصادر الإمدادات الغذائية. وهو عبارة عن قروض تصرف بالريال السعودي أو الدولار الأمريكي، تصل مدة الإقراض فيها إلى 10 سنوات مع فترات السماح، ويساهم الصندوق بـ 60% كحد أقصى من تكلفة المشروع. وتشمل المحاصيل المستهدفة في الاستثمار الزراعي الخارجي القمح والشعير، والذرة والأعلاف الخضراء، زيت الطعام والأرز، السكر وفول الصويا.